# 宇宿一丁目停留場
宇宿一丁目停留場（うすきいっちょうめていりゅうじょう）は、鹿児島県鹿児島市宇宿一丁目にある鹿児島市電谷山線の停留場。使用する系統は鹿児島市電1系統のみである。

## 歴史
- 1979年（昭和54年）4月14日：鹿児島市交通局により設置される。

## 構造
- 2面2線の相対式ホーム。隣接して踏切があり、各ホームとの行き来は電車が通過中でない限りいつでもできる。
- 両のりばに電車接近表示機及びアナウンスがある。
- 両のりばとも車椅子の使用は可。但し、電動車椅子はホーム幅が規定に足りないため不可。

### のりば
- 1系統 - 脇田、谷山方面
- 1系統 - 郡元、騎射場、天文館、鹿児島駅前方面

## 利用状況
| 年度   | 1日平均 乗降人員 |
| ------ | ---------------- |
| 2011年 | 590              |
| 2012年 | 600              |
| 2013年 | 638              |
| 2014年 | 660              |
| 2015年 | 686              |

## 周辺
- オプシアミスミ
- ラウンドワン鹿児島店

## バス路線
鹿児島交通の南港バス停が利用可能である。
（下記は各系統の行先）

### 南港バス停
| 南港バス停（上り）−鹿児島県鹿児島市宇宿一丁目 |                              |                        |
| 系統番号                                      | 経由地                       | 行先                   |
| 1                                             | 県庁前・騎射場               | 鹿児島駅前             |
| 2                                             | 騎射場・天文館               | 水族館前               |
| 2                                             | 騎射場・天文館               | 鹿児島駅前             |
| 3                                             | 紫原中央・鹿児島中央駅       | 市役所前               |
| 4                                             | 鹿児島中央駅・天文館         | 鹿児島駅前             |
| 5                                             | 鹿児島中央駅・天文館         | 金生町                 |
| 6                                             | 騎射場・天文館               | 金生町                 |
| 6-2                                           | 騎射場・天文館               | 市役所前               |
| 6-3                                           | 県庁前・与次郎1丁目          | 鹿児島駅前             |
| 7                                             | 騎射場・天文館               | 金生町                 |
| 8                                             | 騎射場・天文館               | 金生町                 |
| 9                                             | 騎射場・天文館               | 市役所前               |
| 14                                            | 騎射場・天文館               | 金生町                 |
| 34                                            | 鶴ヶ崎橋・ニュータウン中央   | 鴨池港                 |
| 35                                            | 鶴ヶ崎橋・ニュータウン中央   | 鴨池港                 |
| 種別                                          | 経由地                       | 行先                   |
| 普通                                          | 鹿児島中央駅・天文館         | 金生町                 |
| 普通                                          | 大門口                       | 金生町                 |
| 南港バス停（上り）−鹿児島県鹿児島市宇宿二丁目 |                              |                        |
| 系統番号                                      | 経由地                       | 行先                   |
| 3                                             | オプシア・鹿児島中央駅       | 市役所前               |
| 南港バス停（下り）−鹿児島県鹿児島市宇宿二丁目 |                              |                        |
| 系統番号                                      | 経由地                       | 行先                   |
| 1                                             | 谷山駅前・平川               | 平川星和台             |
| 2                                             | 谷山駅前・坂之上             | 動物園                 |
| 4                                             | 脇田・笹貫                   | イオン鹿児島           |
| 4                                             | イオン鹿児島・坂之上         | 慈眼寺団地             |
| 5                                             | 七ツ島                       | 七ツ島1丁目            |
| 5                                             | 谷山港・七ツ島               | 七ツ島1丁目            |
| 6                                             | 恵比須中央・慈眼寺公園前     | 慈眼寺団地             |
| 6                                             | 生協病院前・慈眼寺公園前     | 慈眼寺団地             |
| 6-2                                           | 新和田橋・慈眼寺公園前       | 慈眼寺団地             |
| 6-3                                           | 新和田橋・慈眼寺公園前       | 慈眼寺団地             |
| 7                                             | 坂之上・国際大学前           | 慈眼寺団地             |
| 8                                             | 竹ノ迫・自由ヶ丘             | ふれあいスポーツランド |
| 8                                             | 竹ノ迫・自由ヶ丘             | 中山団地中央           |
| 14                                            | 脇田・脇田電停前             | 大学病院前             |
| 34                                            | 大学病院前・桜ヶ丘交番前     | 桜ヶ丘東口             |
| 34                                            | 桜ヶ丘北口・星ヶ峯東         | 星ヶ峯ニュータウン     |
| 35                                            | 中山団地中央・皇徳寺公民館前 | 皇徳寺小前             |
| 種別                                          | 経由地                       | 行先                   |
| 普通                                          | 谷山駅前                     | 伊作                   |
| 普通                                          | 谷山駅前・川辺高校           | 枕崎                   |
| 普通                                          | 谷山駅前・平川               | 特攻観音入口           |
| 普通                                          | 谷山駅前・平川               | 山川桟橋               |
| 南港バス停（下り）−鹿児島県鹿児島市宇宿一丁目 |                              |                        |
| 系統番号                                      | 経由地                       | 行先                   |
| 3                                             | オプシア・鶴ヶ崎橋           | 鴨池港                 |
| 3                                             | 鶴ヶ崎橋                     | 鴨池港                 |
| 9                                             | 日之出町                     | 紫原                   |

## 隣の停留場
鹿児島市交通局
鹿児島市電1系統
二軒茶屋停留場 - 宇宿一丁目停留場 - 脇田停留場